# DV (비디오 포맷)

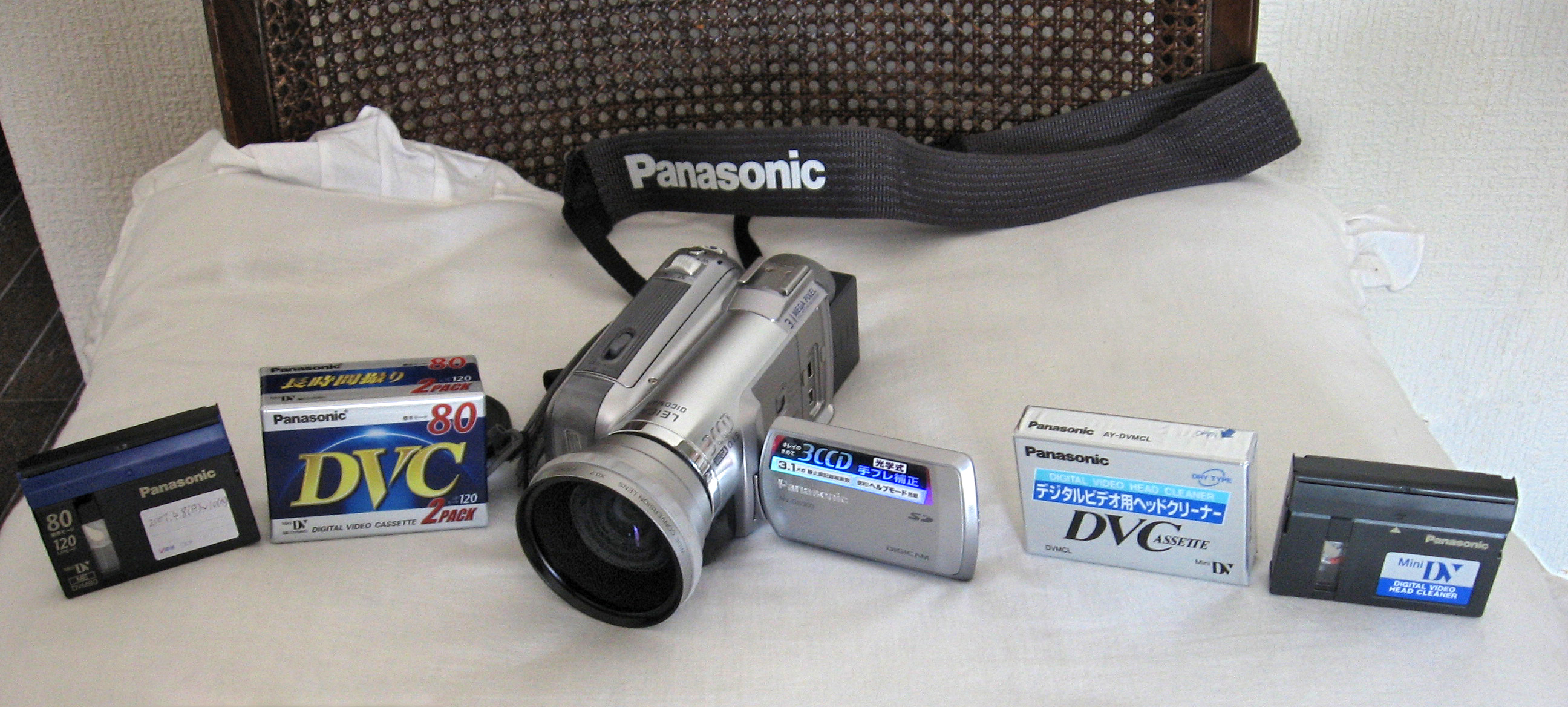
미니DV 캠코더와 테이프

디브이(DV)는 1996년에 시작된 디지털 영상 포맷이다. DV의 작은 형태인 미니DV(MiniDV)는 준전문급 비디오 및 홈 비디오 생산에 표준으로 자리잡았다. (물론 영화 제작, ENG와 같은 전문적인 용도로 사용되기도 한다) DV 규격은 블루 북(Blue Book)으로 알려져 있으며, 현재 공식 이름은 IEC 61834이고, 코덱과 테이프 포맷을 정의하고 있다. 단순한 편집의 경우 인트라프레임 압축을, 비선형 편집 시스템 (IEEE1394, 곧 파이어와이어)의 경우 표준 인터페이스를 포함하고 있다. 특히 비디오 8, 하이 8, VHS-C와 같은 초기 소비자 아날로그 포맷과 견주어 볼 때 화질이 좋다. DV는 이제 영화 제작자들이 영화를 값싸게 만들 수 있게 도와 주며, 독립 영화와 시민 저널십과 굳건히 연계하고 있다.

## 물리 포맷

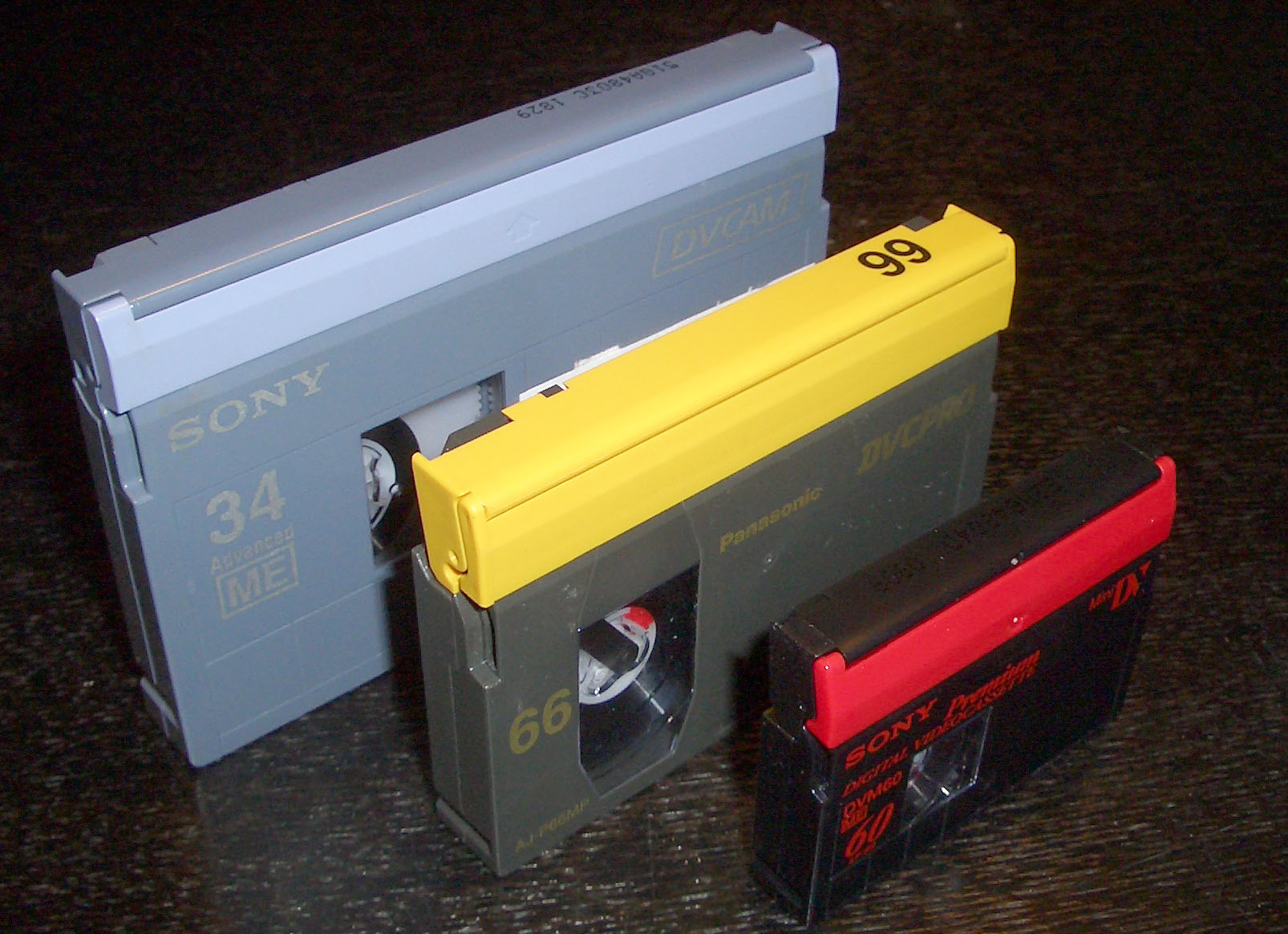
이들은 모든 DV 카세트이다.
왼쪽부터 오른쪽까지 DVCAM-L, DVCPRO-M, 미니DV순으로 테이프가 진열되어 있다.

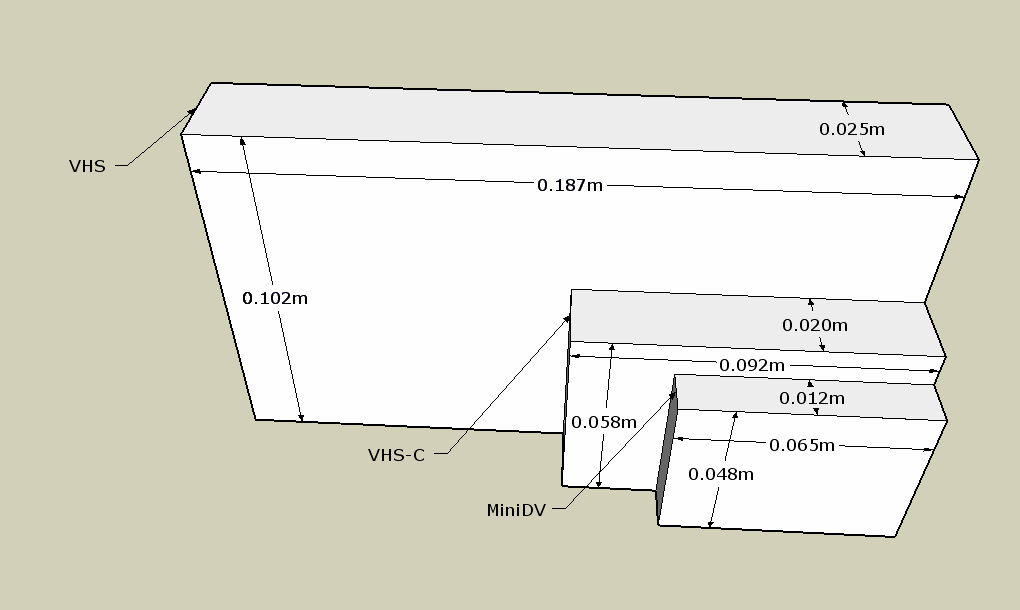
비디오 포맷의 크기 비교
위에서 아래까지 VHS, VHS-C, 미니DV순이다.

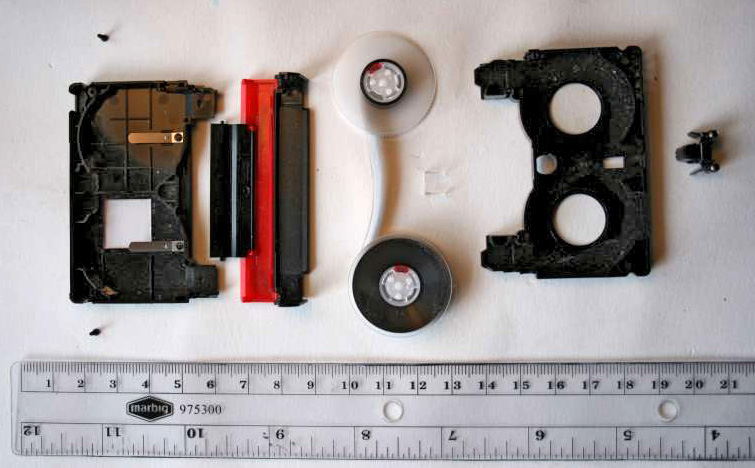
미니DV를 분해한 모습

DV 포맷이 L 크기의 카세트를 사용하지만, 미니DV 카세트는 S 크기로 불린다. 미니DV와 DV 테이프 모두 낮은 용량의 메모리 칩 (카세트 안의 메모리)이 들어 있다. 이 메모리는 편집 지점으로부터 스틸 이미지를 빠르게 표본화시키는 데 사용될 수 있다. (이를테면, 캠코더의 녹화 단추를 누를 때마다 새로운 그림 타임 코드가 메모리에 입력된다.) DVCPRO는 S 크기는 없지만 추가적된 M 크기뿐 아니라, DVCPRO HD VTR에 사용할 수 있는 XL 크기가 있다. 모든 종류의 DV들은 ¼ 인치 너비(6.35 mm)의 테이프를 사용한다.

### 미니DV
L 카세트는 120×90×12 mm의 크기를 가지며 표준 영상을 녹화할 경우 최대 4.6 시간의 영상을 녹화할 수 있다. (EP/LP의 경우 6.9 시간) 더 잘 알려진 미니DV "S" 카세트는 65×48×12 mm의 크기를 가지며 60분 또는 90분의 영상 녹화 시간(13 또는 19.5 기가바이트)을 가진다. 이는 표준 재생 (SP) 모드로 할 것인지, 확장 재생 (EP/LP) 모드로 할 것인지에 따라 달라진다. 더 얇은 테이프를 사용하는 80분 짜리 테이프는 EP/LP 모드에서 120분의 영상을 녹화할 수 있다.

### DVCAM
소니의 DVCAM은 전문가용 DV 표준이다. 이 표준은 DV, 미니DV와 같은 카세트도 사용하고 있지만 테이프를 33% 더 빠르게 이동시킨다. 이로써 15 마이크로미터의 더 높은 트랙 너비를 이끌어 낼 수 있다. 이 종류는 일반 DV와 같은 코덱을 사용하지만 드롭아웃 오류의 가능성을 최대한 낮추어 준다. LP 모드의 소비자 지향 DV는 지원하지 않는다. 모든 DVCAM 기록 장치들은 DV 테이프를 인식하여 재생할 수 있지만 DVCPRO 지원은 DSR-1800, DSR-2000, DSR-1600과 같은 일부 모델에서만 지원한다.

### DVCPRO
파나소닉이 만들어 낸 DVCPRO 계열은 선형 영상 편집에 더 알맞고 내구성이 강하다. 오디오는 16 비트/48 kHz에서 사용할 수 있고 EP 모드가 없으며 PAL 모드에서도 언제나 4:1:1 색 서브샘플링을 사용한다.
표준 DVCPRO (DVCPRO25라고도 알려져 있음)에서는 비트스트림 수준은 DV와 비슷하지만 소니와 달리 파나소닉은 자사의 DV 종류를 전문가급으로 응용하는 것을 장려하고 있다.
DVCPRO50은 두 개의 DV 코덱을 병렬로 기록한다. DVCPRO50 표준은 코딩하는 영상 비트레이트를 초당 25메가비트에서 초당 50메가비트로 만들어 주며 4:2:2 크로마 서브샘플링을 사용한다. DVCPRO50은 고가의 ENG 호환을 위해 만들어졌다. 더 높은 데이터레이트는 녹화 시간을 절반으로 만들어 버리지만(DVCPRO25와 비교하여), 화질의 결과는 디지털 베타캠에 맞먹는다.
DVCPRO HD는 DVCPRO100으로도 알려져 있으며 기본적으로 4개의 병렬 코덱을 사용하며 초당 거의 100 메가비트의 영상 비트레이트를 사용한다. DVCPRO HD는 4:2:2 색 샘플링을 사용하여 변환한다. DVCPRO HD는 DSP로부터의 720p 영상을 960x720 녹화 크기로 미리 필터링하고 1080i는 59.94i의 경우 1280x1080으로, 50i의 경우 1440x1080으로 미리 필터링한다. 이것은 HD캠과 HDV와 같은 대부분의 테이프 기반 HD 포맷에서 쓰이는 일반적인 기술이다. 이러한 모든 종류는 하위 호환성을 가지지만 상위 호환은 되지 않는다. DVCPRO-HD는 SMPTE 370M으로 코딩되며 테이프 포맷은 SMPTE 371M이다. 또, P2 카드의 DVCPRO-HD에 쓰이는 MXF Op-Atom 포맷은 SMPTE 390M이다.

## 카세트 안의 메모리
MIC-R 계열
MIC-R 계열은 1 킬로비트와 8 킬로비트 사이의 직렬 EEPROM의 성능으로 동작한다. (I²C 호환 EEPROM 장치: M24C01, M24C02, M24C04, M24C08)
MIC-S 계열
MIC-S 계열은 16 킬로비트 이상의 직렬 EEPROM의 성능으로 동작한다. (XI2C 호환 EEPROM 장치: M24C16, M24C32, M24C64)
두 계열 모두 DV 표준과 호환한다. 더 자세한 정보는 데이터시트를 참조하라. Serial I²C bus EEPROM 보관됨 2008-04-17 - 웨이백 머신 (STMicroelectronics)
MIC 기능은 소비자 수준에서 널리 쓰이지 않는다. 소비자가 사용할 수 있는 대부분의 테이프는 가격을 높일 수 있는 이 칩을 포함하고 있지도 않다. 그러나 대부분의 소비자 지향 장비들은 이 칩이 비록 널리 쓰이지 않지만 읽기/쓰기의 회로를 포함하고 있다.

## 다른 디지털 포맷
디지털 영상은 전문가용 비압축 D-1 포맷을 만들어 냈던 1986년으로 거슬러 올라간다.
소니는 디지털 베타캠을 표준으로 지정한 전문가급 디지털 규격을 몇 가지 가지고 있다. 이는 1970년대에서 1990년대까지의 베타맥스 제품의 뒤를 잇는다.
JVC의 D-9 포맷 (디지털-S)은 DVCPRO50과 매우 비스하지만 S-VHS 폼 팩터로 비디오카세트에 기록한다. (D-9을, MPEG-2를 사용하는 D-VHS와 혼동하지 마라.)
디지털8 표준은 DV 코덱을 사용하며 구형 Hi8 비디오카세트의 녹화 매체를 대체한다. 디지털8은 이론적으로 기존의 아날로그 비디오8/Hi8 녹화 없이 DV급 화질을 제공하지만 실제로 이 포맷의 최대 화질은 달성하지 못한다. 왜냐하면 디지털8은 매주 낮은 소비자 지향 캠코더에 한정되어 있었기 때문이다.
DVD는 원래 배포용으로 제작되었으나 기록 가능한 DVD를 어느덧 사용할 수 있게 되었다. 미니DVD 매체를 사용하는 캠코더는 소비자 수준에서 쉽게 찾을 수 있지만 MPEG-2 데이터 스트림을 편집하는 데 쉽지 않다.
소니는 마이크로MV라는 포맷을 제작하였으며, MPEG-2 영상을 성냥갑 크기의 테이프에 저장할 수 있다. 플랫폼 지원이 미비하고 MPEG-2 영상 편집이 쉽지 않은 까닭에 마이크로MV는 더 이상 유명하지 않게 되었으며 2005년에 생산이 중단되었다.
이케가미의 에디트캠 시스템은 DVCPRO나 DVCPRO50 포맷으로 이동식 하드 디스크에 기록할 수 있다.
파나소닉의 P2 시스템은 DV/ DVCPRO/ DVCPRO50 / DVCPROHD 스트림을 PC 카드 호환 플래시 메모리 카드 위의 MXF 래퍼에 기록할 수 있다.
소니의 XDCAM 포맷은 MPEG IMX, DVCAM, MXF의 낮은 해상도 스트림을 블루레이 디스크와 비슷한 광학 매체인 소니의 프로페셔널 디스크에 기록할 수 있게 도와 준다. 소니는 또한 파나소닉과 협동하여 소비자 HDV의 중간 독립 코덱인 AVCHD를 만들어 냈다. 기억 매체의 경우, 현재 하드 디스크, SD 카드, DVD-R 드라이브를 포함하고 있는 캠코더에 쓰이고 있다.

## 같이 보기
- 디지털8
- 캠코더
- MPEG
- 화질
- 포맷:
  - HDV, 프로HD
  - 마이크로MV
  - DVD